# Piedecuesta
Piedecuesta és un municipi del departament de Santander, Colòmbia.
Es troba a 17 quilòmetres de Bucaramanga, i forma part de la seva àrea metropolitana. La seva extensió territorial és de 344 quilòmetres quadrats.
El municipi limita pel nord amb Tora i Floridablanca.Pel sud amb Guaca, Cepita, Aratoca i Los Santos. Per l'orient Santa Bárbara, i per l'occident amb Girón.
Piedecuesta té 129.000 habitants (Dane 2009).